# 何を隠そう...ソレが!
『何を隠そう…ソレが!』（なにをかくそう…それが!）は、テレビ東京系列で2024年4月24日から毎週水曜日 21:00 - 21:54（JST）に放送されている教養バラエティ番組である。略称は『何ソレ』。

## 概要
「何を隠そう…ソレが!」をキーワードにして、テーマに沿った逸話を披露する雑学バラエティ。3度の特番を経て2024年4月からレギュラー化された。

## 出演者

### MC
- 内村光良

### リアクター代表
- 大竹一樹（さまぁ〜ず）

### 語り手代表
- 千原ジュニア

### 語り手
ここでは、出演頻度の多い語り手のみを掲載。
- アンミカ
- 伊集院光
- 鬼越トマホーク
- カンニング竹山
- 土田晃之
- なすなかにし
- みなみかわ

## ネット局と放送時間
| 放送対象地域   | 放送局                    | 系列           | 放送日時                     | ネット状況 |
| -------------- | ------------------------- | -------------- | ---------------------------- | ---------- |
| 関東広域圏     | テレビ東京（TX）          | テレビ東京系列 | 水曜 21:00 - 21:54           | 【制作局】 |
| 北海道         | テレビ北海道（TVh）       | テレビ東京系列 | 水曜 21:00 - 21:54           | 同時ネット |
| 愛知県         | テレビ愛知（TVA）         | テレビ東京系列 | 水曜 21:00 - 21:54           | 同時ネット |
| 大阪府         | テレビ大阪（TVO）         | テレビ東京系列 | 水曜 21:00 - 21:54           | 同時ネット |
| 岡山県・香川県 | テレビせとうち（TSC）     | テレビ東京系列 | 水曜 21:00 - 21:54           | 同時ネット |
| 福岡県         | TVQ九州放送（TVQ）        | テレビ東京系列 | 水曜 21:00 - 21:54           | 同時ネット |
| 岐阜県         | 岐阜放送（GBS）           | 独立局         | 水曜 21:00 - 21:54           | 同時ネット |
| 滋賀県         | びわ湖放送（BBC）         | 独立局         | 水曜 21:00 - 21:54           | 同時ネット |
| 奈良県         | 奈良テレビ（TVN）         | 独立局         | 水曜 21:00 - 21:54           | 同時ネット |
| 和歌山県       | テレビ和歌山（WTV）       | 独立局         | 水曜 21:00 - 21:54           | 同時ネット |
| 三重県         | 三重テレビ（MTV）         | 独立局         | 水曜 20:00 - 20:55           | 遅れネット |
| 宮城県         | 東北放送（tbc）           | TBS系列        | 土曜 14:40 - 15:30           | 遅れネット |
| 福島県         | テレビユー福島（TUF）     | TBS系列        | 土曜 15:00 - 15:54           | 遅れネット |
| 山梨県         | テレビ山梨（UTY）         | TBS系列        | 火曜 0:55 - 1:50（月曜深夜） | 遅れネット |
| 新潟県         | 新潟放送（BSN）           | TBS系列        | 火曜 23:56 - 翌0:55          | 遅れネット |
| 富山県         | チューリップテレビ（TUT） | TBS系列        | 火曜 23:56 - 翌0:58          | 遅れネット |
| 山口県         | テレビ山口（tys）         | TBS系列        | 土曜 16:00 - 16:54           | 遅れネット |
| 愛媛県         | あいテレビ（itv）         | TBS系列        | 水曜 23:56 - 翌0:55          | 遅れネット |
| 広島県         | 中国放送（RCC）           | TBS系列        | 不定期放送                   | 遅れネット |
| 福井県         | 福井テレビ（FTB）         | フジテレビ系列 | 土曜 13:00 - 13:55           | 遅れネット |
| 島根県・鳥取県 | さんいん中央テレビ（TSK） | フジテレビ系列 | 土曜 10:25 - 11:20           | 遅れネット |
| 鹿児島県       | 鹿児島テレビ（KTS）       | フジテレビ系列 | 土曜 13:25 - 14:25           | 遅れネット |
| 青森県         | 青森朝日放送（ABA）       | テレビ朝日系列 | 日曜 10:00 - 10:55           | 遅れネット |
| 岩手県         | 岩手朝日テレビ（IAT）     | テレビ朝日系列 | 土曜 15:30 - 16:25           | 遅れネット |
| 長野県         | 長野朝日放送（abn）       | テレビ朝日系列 | 土曜 12:00 - 13:00           | 遅れネット |
| 石川県         | 北陸朝日放送（HAB）       | テレビ朝日系列 | 日曜 10:15 - 11:17           | 遅れネット |
| 熊本県         | 熊本朝日放送（KAB）       | テレビ朝日系列 | 土曜 15:30 - 16:25           | 遅れネット |
| 大分県         | 大分朝日放送（OAB）       | テレビ朝日系列 | 日曜 10:00 - 11:00           | 遅れネット |
| 沖縄県         | 琉球朝日放送（QAB）       | テレビ朝日系列 | 土曜 13:30 - 14:25           | 遅れネット |

- 三重テレビを除く独立局では、同時ネットとはいえ番販ネットのため、自主編成のために臨時で非ネットまたは時間変更することがある。

## スタッフ
- 企画：千原ジュニア
- ナレーター：中井和哉（2025年4月16日-）
- 構成：デーブ八坂、近藤雄亮、川上テッペイ、矢野了平【毎週】、山口尚志、森峻介（山口→2025年5月28日-、森→2025年6月11日-）【週替り】
- リサーチ：フォーミュレーション
- TD：末永尚享
- CAM：風間誠、高橋駿介【週替り】
- VE：若林学
- MIX：飯嶋康生、本田宏文【週替り】
- 照明：翁美希子
- 美術デザイン：小野清菜
- 美術進行：古川大規
- 大道具：市川晴樹
- 小道具：熊谷楽
- 装飾：舘直樹
- アクリル装飾：川満貴志
- 電飾：長谷川龍彦
- メイク：山田かつら
- TK：盛山潮里、荒井順子【週替り】
- 編集：杉本啓二、鈴木郁也、ファン・イェウォン、鈴木透真【週替り】
- MA：山本宗太
- 音響効果：古賀香澄、大堀裕一
- 番宣：結城慶（テレビ東京）
- デスク：小椋美沙
- 番組協力：テレビ東京アート、SPOT、東京オフラインセンター、Tech Carry
- AD：齋藤優花、筒井南実、南雲藍、生地夢叶、多田彩香、神田綾乃、星野司音、中越陸哉、佐藤雅大、牧島俊介、戸田太陽、髙橋ゆきな、小川凌大、本田義騎、大島理紗子、鬼澤透、榎並司馬、嶋岡夢佳、宮本奈美恵、山田那生子、吉田武蔵、畑中慎太郎、満田江李、森萌乃香、中島雛子、阿部慎太郎、森次加帆、堀滉希、高瀬彩音【週替り】
- 制作進行：井上美由
- AP：陸一丹、高橋葉子【毎週】、奥秋桃子、笹田有那、田中玲那、島津未來、山崎遥加（田中→-2025年4月9日・5月21日）【週替り】
- ディレクター：嵯峨圭樹、川﨑俊明、福島佑太、平賀知博、寺尾康佑、河津睦樹、千田洸陽・丸山恵（テレビ東京）、大須賀良、松本譲太郎、土井功輔、小林悦子、小澤雄介、永島糧、宮内佑弥、新井浩輔、新垣拓也、稲村隆、五味渕千明、貝瀬鉄矢【週替り】
- 演出：安藤幹、田中晋平、板川侑右・齋藤恵介（テレビ東京）、麻生裕久、妹尾篤志、松岡秀尚、内田義之（内田→以前はディレクター）【週替り】
- 総合演出：林博史
- プロデューサー：小比類巻将範（テレビ東京）、鵜飼雅佳、川島典子、中尾まなみ【毎週】、開発勇輔（以前は毎週）、村山学、村上徹夫、中村智子、高橋伸幸【週替り】
- チーフプロデューサー：清水俊雄（テレビ東京）
- 制作協力：UNITED PRODUCTIONS【毎週】、EPOCL（以前は毎週）、東京ビリビリ団、テレ東制作【週替り】
- 製作著作：テレビ東京

### 過去のスタッフ
- ナレーター：小坂由里子、堀場亮佑（共に2025年4月9日まで）
- リサーチ︰井上集、宮川優利
- 美術進行：仙田拓也
- TK：小杉佳代
- チーフプロデューサー：株木亘（テレビ東京）